# Sutter (cognome italiano)
Sutter è un cognome di lingua italiana.

## Varianti
Sutorini, Suttora, Suttorini.

## Origine e diffusione
Il cognome è tipicamente triestino.
Potrebbe derivare dal cognome tedesco Sutter. È affine al cognome Callegari.